# Modesta Sanginés Uriarte
Modesta Sanginés Uriarte (26 tháng 2 năm 1832 - 5 tháng 2 năm 1887) là một trong những nhà soạn nhạc chính ở thế kỷ 19 người Bolivia. Với hơn năm mươi tác phẩm, tác phẩm của cô đã được xuất bản vào năm 2015. Ngoài việc sáng tác, Sanginés còn làm nhà báo viết bài để mang lại lợi ích cho phụ nữ và xuất bản những truyền thuyết về quê hương của cô. Các công việc từ thiện của cô đã cung cấp các dịch vụ xã hội cho người già, trẻ mồ côi và người nghèo, xây dựng một bệnh viện để chăm sóc cho những người không thể tự cung cấp. Cô còn sử dụng tài năng âm nhạc của mình để gây quỹ để hỗ trợ những người bị thương và tù nhân chiến tranh trong cuộc chiến giữa Bôlivia, Chile và Peru về quyền kiểm soát bờ biển Thái Bình Dương tại Nam Mỹ.

## Tuổi thơ
Modesta Cesárea Sanginés Uriarte sinh ngày 26 tháng 2 năm 1832  tại La Paz, Bôlivia với cha mẹ Manuela Uriarte Sagárnaga và Indalecio Sanginés y Calderón.  Mặc dù phong tục lúc đó hạn chế giáo dục với nam giới,  cha mẹ Sanginés đã ghi danh cô vào học trong một ngôi trường mà gần đây đã được tạo ra bởi Dámasa Cabezón, một nhà giáo dục Chile. Cabezón đã thành lập một trường học dành cho phụ nữ, thành công ở Chile và theo lời mời của chính phủ Bôlivia đã được yêu cầu thành lập một trường học ở La Paz vào năm 1845, hoạt động được ba năm. Sanginés vào trường và học tiếng Pháp và tiếng Ý, nghệ thuật và âm nhạc. Cô đặc biệt có tài về chơi piano và thường có những bài hát song song với Adolfo Ballivián,  người sau này trở thành tổng thống của Bolivia. Sanginés lựa chọn không kết hôn, mặc dù cô có người cầu hôn, thích giữ tự do cho mình. Khi cha mẹ cô qua đời, cô sống tại nhà riêng của mình, thay vì chuyển đến sống cùng anh trai, như thường lệ.

### Trích dẫn
1. 1 2 3 4  Montaño, Adenauer & FUNDAPPAC 2008.
2. ↑  Urquidi 1918, tr. 24.
3. ↑  Sputnik 2014.
4. 1 2 3  Urquidi 1918, tr. 25.
5. ↑  Suárez 1878, tr. 130.